# فرودگاه فارستبرگ
فرودگاه فارستبرگ (به انگلیسی: Forestburg Airport) یک فرودگاه همگانی است که یک باند فرود آسفالت دارد و طول باند آن ۸۹۹ متر است. این فرودگاه در کشور کانادا قرار دارد و در ارتفاع ۷۱۱ متری از سطح دریا واقع شده است.